# Rang-du-Fliers
Rang-du-Fliers település Franciaországban, Pas-de-Calais megyében. Lakosainak száma 4339 fő (2022. január 1.). Rang-du-Fliers Airon-Notre-Dame, Airon-Saint-Vaast, Berck, Merlimont, Verton és Wailly-Beaucamp községekkel határos.

## Népesség
A település népessége az elmúlt években az alábbi módon változott:
| Lakosok száma | 4168 | 4079 | 4246 | 4171 | 4224 | 4307 | 4329 | 4386 | 4339 |
|               | 2013 | 2015 | 2016 | 2017 | 2018 | 2019 | 2020 | 2021 | 2022 |